# Jaguar XJR-15
La Jaguar XJR-15 è un'autovettura sportiva prodotta dalla Jaguar tra il 1990 e il 1992 in soli 50 esemplari, ognuno dei quali venduto a 960.165 $. Meccanicamente è basata sulla Jaguar XJR-9 vincitrice della 24 Ore di Le Mans 1988, mentre la veste aerodinamica è opera del designer Peter Stevens, colui che in seguito si occupò dello stile della McLaren F1.
La produzione della vettura fu annunciata in un comunicato stampa il 15 novembre 1990. Poi fu costruita dalla Jaguar Sport (una consociata della TWR) in Inghilterra, nello Oxfordshire.

## Il contesto
Sul finire degli anni ottanta, Tom Walkinshaw aveva intuito l'aumentare della domanda potenziale per automobili esotiche e costose. Molti facoltosi clienti desideravano acquistare le vincenti Jaguar di Gruppo C che venivano realizzate dalla struttura della TWR (legata da un sodalizio sportivo con Jaguar), e altre vetture esclusive come la Ferrari F40 e Porsche 959 avevano trovato un florido mercato. Walkinshaw decise quindi di realizzare una vettura con marchio Jaguar omologata per uso stradale a elevate prestazioni, ma dalle caratteristiche tecniche simili a una vettura da competizione e tal fine la TWR attinse diversi particolari meccanici e soluzioni tecniche direttamente dalla gloriosa Jaguar XJR-9, vincitrice del Campionato del Mondo Sport Prototipi. Dal motore al cambio, come del resto anche le sospensioni e molti altri particolari derivano dalla vettura da gara.

## Attività sportiva

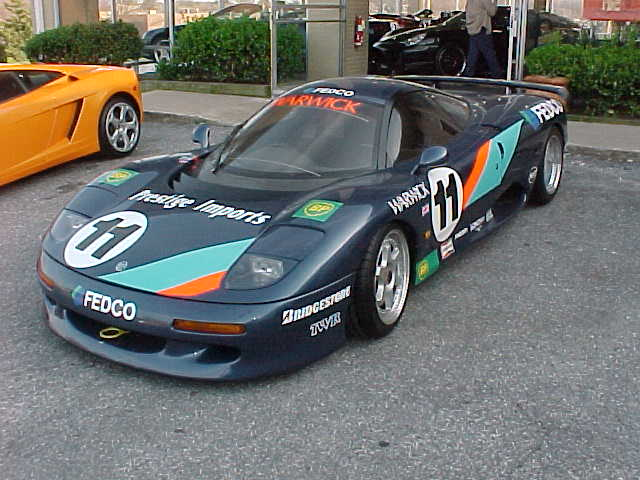
Una XJR-15 in versione da competizione

Il progetto della Jaguar XJR-15 portato avanti dalla TWR, creò una sorta di problema politico perché nello stesso periodo anche la Jaguar stava lavorando a una propria supercar stradale, la Jaguar XJ220. Per differenziare le due automobili, la XJR-15 divenne un prodotto della società joint-venture di proprietà di Jaguar e TWR denominata Jaguar Sport. Per ragioni di marketing, così da distinguere ulteriormente le automobili, la XJ220 veniva venduta come una vettura stradale, mentre la XJR-15 veniva venduta come una macchina da corsa (ma omologata per uso stradale) e i suoi acquirenti dovevano necessariamente iscriversi e partecipare a uno speciale monomarca denominato Jaguar Sport Million Dollar Intercontinental Challenge, disputato su tre prove come gare di contorno ai Gran Premi di Formula 1 1991 di Monte Carlo, Silverstone e Spa-Francorchamps. Le automobili potevano essere guidate dai rispettivi proprietari, tuttavia molti di essi preferivano affidare i loro bolidi a piloti professionisti del calibro di Derek Warwick, David Brabham, John Nielsen e Juan Manuel Fangio II. Ai vincitori dei primi due appuntamenti spettava una coupé Jaguar XJR-S con motore di 6 litri, mentre il vincitore del round finale si aggiudicava un premio di un milione di dollari.

## Tecnica
La vettura è mossa da un motore V12 con angolo tra le bancate di 60°, realizzato in alluminio, ha una cilindrata di 5.993 cm³, è a ciclo Otto con distribuzione a 2 valvole per cilindro, l'alimentazione è atmosferica, è in grado di sviluppare una potenza massima di 456 CV (335,6 kW) e una coppia motrice di 569 N m, trasmessi alle ruote motrici posteriori tramite un cambio a 6 marce manuale privo di sincronizzatore (una trasmissione a 5 velocità sincronizzate era disponibile solo come optional). Nella XJR-15, il telaio e la carrozzeria sono realizzati in fibra di carbonio e Kevlar.

## Dimensioni e peso
- Carreggiate: 1.537 mm all'anteriore, 1.575 mm al posteriore.

## Prestazioni
- Accelerazione 0–100 km/h: circa 3,9 secondi.
- Velocità massima: 307 km/h.